# Ершов, Пётр Павлович
Пётр Па́влович Ершо́в (22 февраля [6 марта] 1815, Безруково, Тобольская губерния — 18 [30] августа 1869, Тобольск) — русский поэт, прозаик, драматург, автор сказки в стихах «Конёк-Горбунок», ставшей классикой русской литературы.

## Биография

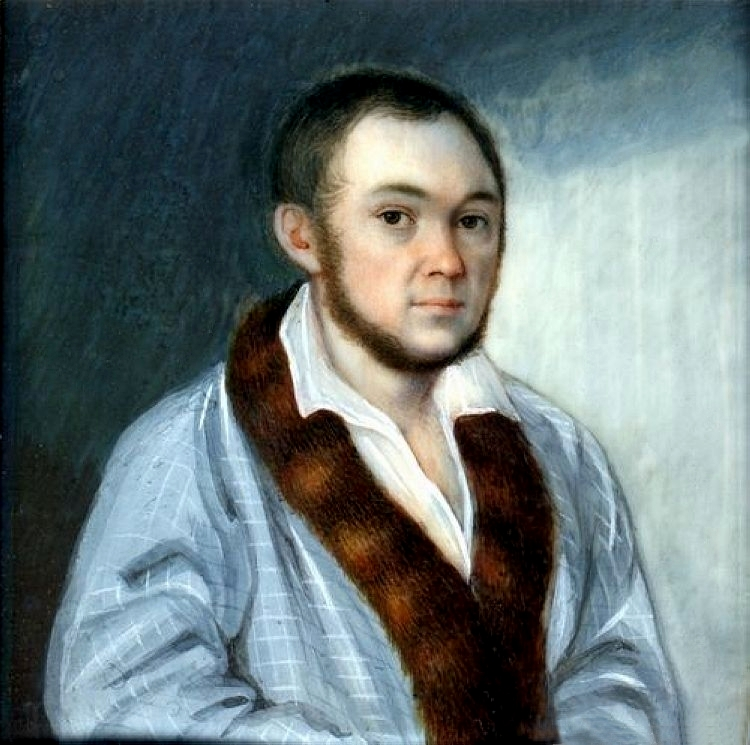
Портрет Петра Ершова петербургского периода. Авторство приписывается М. И. Теребенёву

Родился 22 февраля (6 марта) 1815 года в семье чиновника Павла Алексеевича Ершова (1784—1834). Отец по делам, связанным со службой, часто переезжал. Ершовы пересекали цепь казачьих поселений, посещали места, где были ещё свежи предания о временах Ермака и Пугачёва. В 1827 году родители определили Петра и его брата Николая в Тобольскую гимназию. Мальчики жили в купеческой семье Пиленковых — родственников матери, а в 1830 году отец перевёлся в Петербург, где братья поступили в Императорский Санкт-Петербургский университет.
В 1834 году Пётр Ершов со степенью кандидата окончил философско-юридический факультет Санкт-Петербургского университета.
В студенческие годы Ершов сблизился с профессором русской словесности Петром Плетнёвым, познакомился с Василием Жуковским и Александром Пушкиным. На их суд девятнадцатилетний студент отдал своё первое крупное произведение — сказку «Конёк-горбунок», прочитав которую, Пушкин с похвалою сказал начинающему поэту: «Теперь этот род сочинений можно мне и оставить». Плетнёв во время одной из лекций прочитал с университетской кафедры отрывок из «Конька-горбунка» и назвал студентам автора сказки — их сокурсника Петра Ершова, сидевшего в аудитории.
Другой отрывок из «Конька-горбунка» появился в мае в «Библиотеке для чтения» (1834, т. 3), а в октябре 1834 года сказка Ершова была опубликована отдельным изданием. Успех сопутствовал молодому поэту: в декабре того же года к печати была одобрена первая часть «Сибирского казака», а затем и вторая часть этой «старинной были».

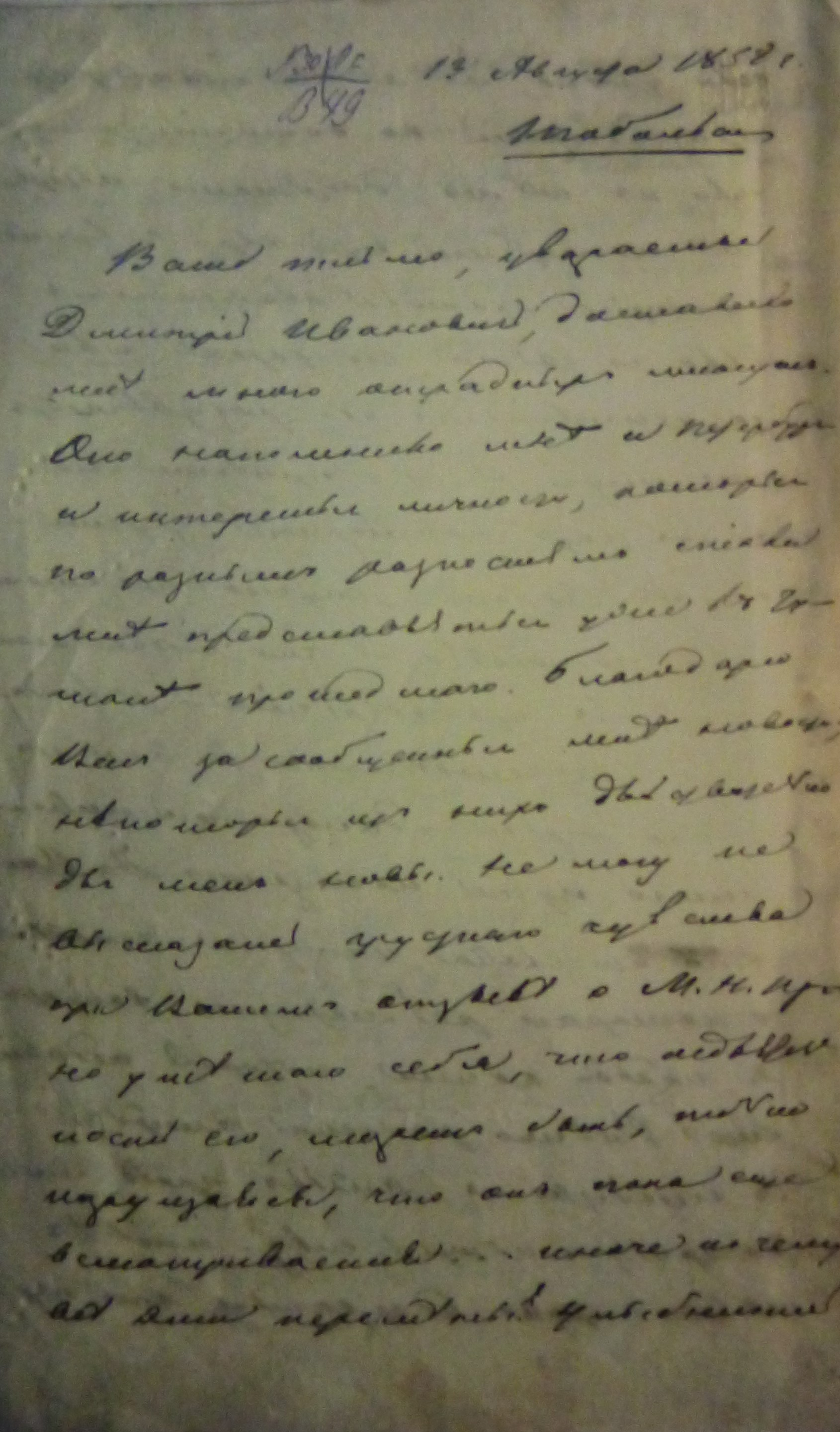
Письмо Петра Ершова Дмитрию Менделееву, 13 августа 1858 года

Приближающееся окончание университета было связано с проблемами: его отец не смог получить желаемую должность в столице, приходилось расставаться с друзьями, которых у него было немного, порывать с литературной средой. Противоречивые чувства вызывало и прощание с самим Петербургом, к которому он привязался, но вместе с тем хотел принять участие в исследовании Сибири.
Вернувшись на родину летом 1836 года, Ершов работал учителем Тобольской гимназии. С 1844 года он — инспектор, а с 1857 года — директор гимназии и дирекции училищ Тобольской губернии; в 1859 году уже статский советник. Один из его учеников — будущий химик Д. И. Менделеев. Падчерица Ершова стала женой Менделеева.
Переход Ершова на чиновничью службу понравился не всем. Так, естествоиспытатель и сибирский областник Григорий Потанин писал:

Он сделал бы для Сибири много, если б занялся естественными науками… или снял бы с себя официальный сюртук, обратился в обыкновенного смертного и отдался изучению бытовой жизни простого народа; деля с народом труды и досуг в обозе, на белкованье, на полатях, участвуя на его свадьбах и сходках, он мог бы сделаться народным поэтом Сибири.

Ершов инициировал открытие женских школ в нескольких населённых пунктах (в том числе в Ишиме), а также «Общества вспомоществования студентам Тобольской губернии».
Был инициатором создания любительского гимназического театра. В театре занимался режиссурой. Написал для театра несколько пьес: «Сельский праздник», «Суворов и станционный смотритель» (1835), комическую оперу «Якутские божки», «Черепослов».
Весной 1862 года Ершов подал в отставку.
Печатал свои стихотворения в Библиотеке для чтения Сенковского и в «Современнике» Петра Плетнёва.
Умер 18 (30) августа 1869 года. Похоронен в Тобольске на Завальном кладбище.

## Литературная деятельность

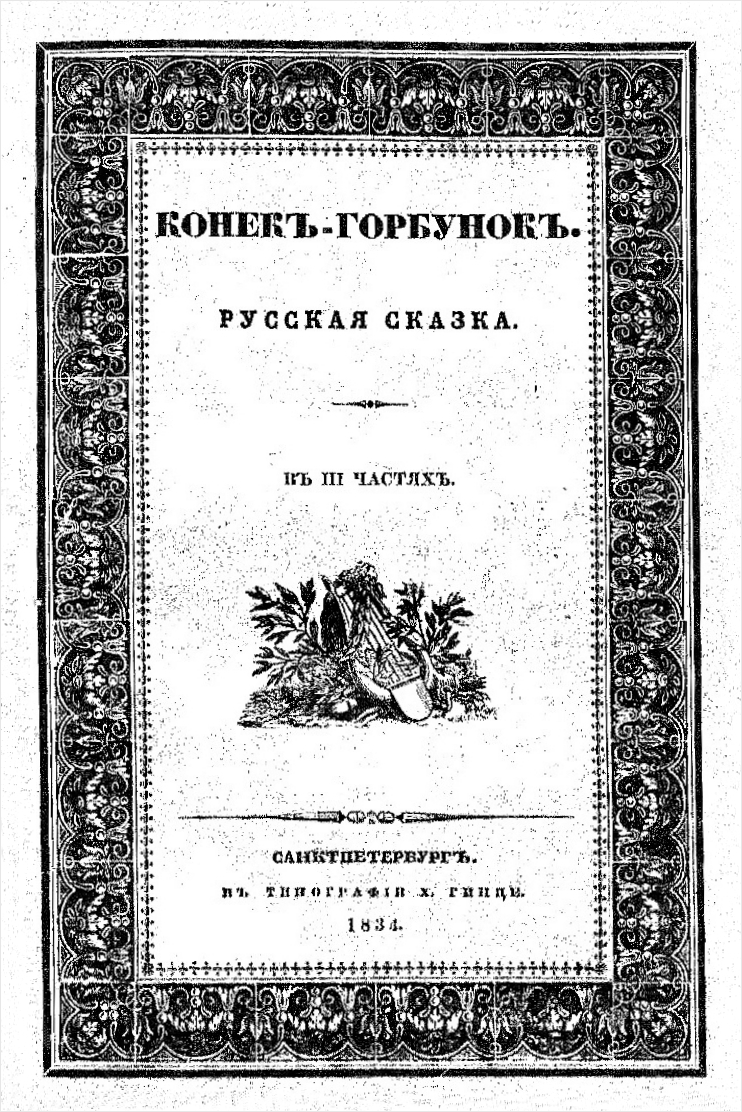
Обложка первого издания сказки в стихах «Конёк-горбунок» П. П. Ершова. Санкт-Петербург, 1834. Издатель Х. Гинце

Известность Ершову принесла его сказка «Конёк-Горбунок», написанная им ещё на студенческой скамье и впервые напечатанная отрывком в 3 томе «Библиотеки для чтения» 1834 года, с похвальным отзывом Сенковского.
Некоторое время считалось, что первые четыре стиха сказки набросал Александр Пушкин, а также, по некоторым версиям, полностью её составил. Сказка Ершова вышла отдельной книгой в 1834 году и выдержала при жизни автора семь изданий, причём четвёртое, 1856 года, было сильно переработано автором и является на сегодня окончательным авторским текстом.
«Конёк-горбунок» — произведение народное, почти слово в слово, по сообщению самого автора, взятое из уст рассказчиков, от которых он его слышал; Ершов только привёл его в более стройный вид и местами дополнил. Своеобразный слог, народный юмор, удачные образы сделали эту сказку широко известной и любимой в народе. Виссарион Белинский видел, однако, в «Коньке-Горбунке» лишь подделку под народную сказку, «написанную очень недурными стихами», но в которой «есть русские слова, а нет русского духа».
Кроме «Конька-горбунка», Ершов написал несколько десятков стихотворений. Есть также указания, что он публиковал стихи, рассказы и драматургические произведения под псевдонимами.
В 1834 году Петром Ершовым была написана, а в 1835 году издана баллада «Сибирский казак» — старинная быль о молодом сибирском казаке, который был вынужден оставить жену и по приказу атамана «идти на киргизов войною». Первоначальный вариант второй части баллады вышел в свет как отдельное стихотворение под названием «Песня казачки». В 1842 году первая часть баллады, переработанная и положенная на музыку, становится строевой песней 2-го Сибирского Казачьего полка. Песня вошла в репертуар многих исполнителей, в частности Надежды Бабкиной.
Ершов работал также в драматических и прозаических жанрах. Ему принадлежит «драматический анекдот» «Суворов и станционный смотритель», в позднюю пору жизни (конец 1850-х годов) он написал большой цикл повестей «Осенние вечера», обрамляемых сквозным сюжетом — встречей персонажей, которые рассказывают эти повести. Такая композиция характерна скорее для 1830-х годов («Двойник, или Мои вечера в Малороссии» А. Погорельского, «Вечера на хуторе близ Диканьки» Н. В. Гоголя), в которые происходило формирование Ершова-литератора и для своего времени выглядели уже анахронизмом. Любопытно, что один из персонажей повести «Панин бугор» — типичный романтический влюблённый — носил фамилию Сталин. Вероятно, это одна из причин того, что первая посмертная публикация этого рассказа состоялась только в 1984 году.
Считается, что произведения Ершова легли в основу пьес «отца Пруткова». В частности, Владимир Михайлович Жемчужников писал Александру Николаевичу Пыпину 6 (18) февраля 1883 года из Ментоны (Франция) о своём знакомстве с П. П. Ершовым, в 1854 году в Тобольске, где он служил чиновником особых поручений при родственнике — тобольском губернаторе В. А. Арцимовиче:

Мы довольно сошлись. Он очень полюбил Пруткова, знакомил меня также с прежними своими шутками и передал мне свою стихотворную сцену Черепослов, сиречь Френолог, прося поместить её куда-либо, потому что «сознаёт себя отяжелевшим и устаревшим». Я обещал воспользоваться ею для Пруткова и впоследствии, по окончании войны и по возвращении моём в СПб., вставил его сцену, с небольшими дополнениями, во 2-е действие оперетты Черепослов, написанной мною с бр. Алексеем и напечатанной в Современнике 1860 г. — от имени отца Пруткова, дабы не портить уже вполне очертившегося образа самого Косьмы Пруткова.

По другим данным Ершову принадлежит только авторство куплетов в пьесе Чижова. Из письма к Е. П. Гребёнке (прозаик, поэт, петербургский друг Ершова) от 5 марта 1837 года:

Мы с Чижовым стряпаем водевиль Черепослов, в котором Галь получит шишку пречудесную. Куплетцы — заяденье! Вот ужо пришлю их к тебе после первого представления.

В письме того же числа к другу В. А. Треборну Ершов упоминает водевиль как создание Чижова:

Ещё приятель мой Ч-жов готовит тогда же водевильчик Черепослов, где Галю пречудесная шишка будет поставлена. А куплетцы в нём — что ну, да на, и в Питере послушать захочется.

Малая известность нестихотворного наследия Ершова вызвана ещё и тем, что такие его работы издавались преимущественно сибирскими издательствами (Омск, Новосибирск и т. п.).

## Семья
Ершов был третьим или четвёртым ребёнком, всего же в семье, по его словам, было «человек двенадцать» детей, но большинство умерли во младенческом возрасте. Сам Пётр Павлович имел 15 детей (из которых до совершеннолетия дожили только четверо). О семье поэта известно следующее:
- Отец — Павел Алексеевич Ершов (1782—1833), чиновник, умер, когда Петру Ершову было 18 лет;
- Мать — Ефимия Васильевна Ершова (1785—1838), умерла, когда Петру Ершову было 23 года;
- Дядя (по материнской линии) — Николай Степанович Пилёнков, купец;
- Старшая сестра — Ольга (1812—?, умерла в детстве);
- Старший брат — Николай (1813—1834);
- Младшая сестра — Серафима (1817—?, умерла в детстве);
- Имена остальных 8 братьев и сестер неизвестны.
- Первая жена — Серафима Алексеевна Лещёва, урожд. Протопопова (1809—1845), умерла при родах.
  - Дети от первого брака — Серафима I (1840—1840), Серафима II (1841—1841), Иван (1843—1843), Павел (1845—1845);
- Вторая жена — Олимпиада Васильевна Кузьмина (ок. 1831—1853).
  - Дети от второй жены — Людмила (1848—1907), Ольга (1851—1856), Юлия (1852—после 1877), Серафима (1853—1853).
- Третья жена — Елена Николаевна Черкасова (1821—после 1885), дочь генерал-майора, воспитанница Екатерининского института.
  - Дети от третьей жены — Николай I (1854—1856), Владимир (1856—1917), Надежда I (1857—1858), Надежда II (1860—ок.1880), Николай II (1861—после 1881), Александр (1863—1911), Елена (1865—1866).

## Память

Памятник П. П. Ершову в Тобольске

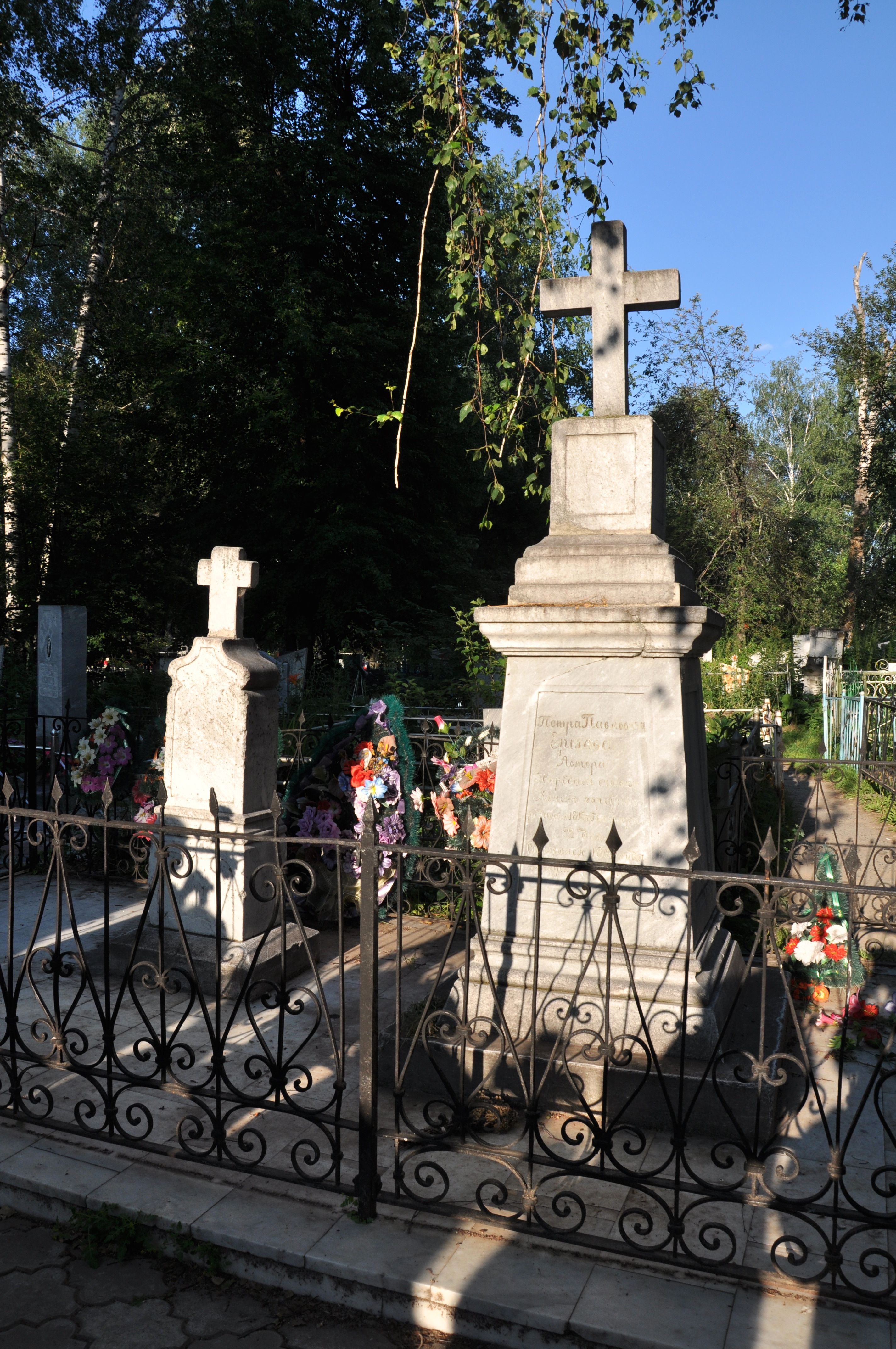
Могила П. П. Ершова на Завальном кладбище в Тобольске

- В честь Петра Ершова в Тобольске названа улица, а также установлен памятник.
- В 1960 году село Безруково Ишимского района Тюменской области переименовано в с. Ершово. Также именем П. П. Ершова названа улица в Ишиме Тюменской области, его имя носит Ишимский государственный педагогический институт. В Ишиме действует музей П. П. Ершова с единственной в стране экспозицией, хронологически рассказывающей о жизни и творчестве поэта и педагога.
- В Нефтеюганске на пл. Юбилейной установлен бюст П. П. Ершова.
- В Ишиме 13 июня 2015 года в ознаменование 200-летия со дня рождения сибирского сказочника открыт второй в Тюменской области памятник Ершову (скульптор С. Г. Полегаев, меценат С. П. Козубенко).
- В августе 2020 года скульптурная композиция «Сказочник Петр Ершов и дети» появилась у здания Тюменского театра кукол.